# Barbus anoplus
Barbus anoplus är en fiskart som beskrevs av Weber, 1897. Barbus anoplus ingår i släktet Barbus och familjen karpfiskar. IUCN kategoriserar arten globalt som livskraftig. Inga underarter finns listade.